# Toto Tamuz
Toto Adaruns Tamuz Temile (n. 1 aprilie 1988, Warri, Statul Delta, Nigeria), cunoscut ca Toto Tamuz (în ebraică טוטו תמוז), este un fotbalist israelian, născut în Nigeria, care în prezent evoluează pe postul de atacant pentru  și la echipa națională de fotbal a Israelului.

## Palmares

### Club
Beitar Ierusalim
- Israeli Premier League (2): 2006–07, 2007–08
- Cupa Israelului (2): 2008, 2009
- Toto Cup (1): 2009–10

Hapoel Tel Aviv
- Israeli Premier League

Vicecampion (2): 2010–11, 2011–12
- Cupa Israelului (2): 2011, 2012
- Toto Cup

Finalist (1): 2011–12

### Individual
- Golgheter Israeli Premier League (1): 2010–11 (21 de goluri)